# De Zwarte Heuvels
De Zwarte Heuvels is het eenentwintigste album uit de stripreeks Lucky Luke. Het is geschreven door René Goscinny en getekend door Morris. Het album werd in 1963 uitgegeven door Dupuis.

## Inhoud
De Amerikaanse Senaat neemt het besluit om het gebied ten westen van de Black Hills te onderzoeken op geschiktheid voor kolonisatie. Lucky Luke krijgt de opdracht om vier wetenschappers te begeleiden: een bioloog, een geoloog, een landmeter en een antropoloog. Senator Orwell Stormwind, die drank en geweren verkoopt aan de Cheyenne-indianen in het gebied en vreest voor zijn handel, geeft zijn handlanger Bull Bullets opdracht de missie te saboteren.